# Marek Motyka
Marek Motyka (Żywiec, 17 aprile 1958) è un allenatore di calcio ed ex calciatore polacco, di ruolo difensore.

## Palmarès

### Giocatore

#### Club
- Campionato polacco: 1

Wisla Cracovia:1977-1978